# Beiersdorf (Beiersdorf-Freudenberg)
Beiersdorf è una frazione del comune tedesco di Beiersdorf-Freudenberg, nel Land del Brandeburgo.

## Storia
Il 31 dicembre 2001 il comune di Beiersdorf venne fuso con il comune di Freudenberg, formando il nuovo comune di Beiersdorf-Freudenberg.